# Lorne
Lorne es un municipio canadiense situado en la provincia de Manitoba.

## Superficie
Lorne tiene una superficie de 923,03 km².

## Demografía
En 2021, tenía 2904 habitantes, una densidad poblacional de 3,1 hab./km², y 1199 viviendas.